# Karolina Lanckorońska

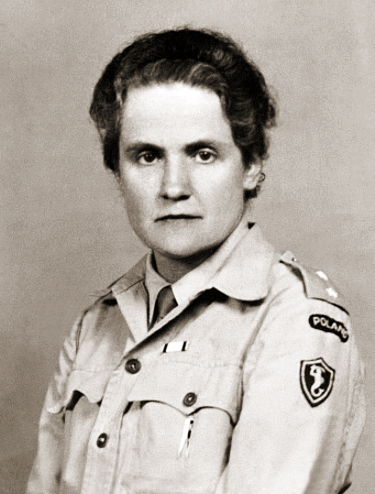
Karolina Lanckorońska (1945)

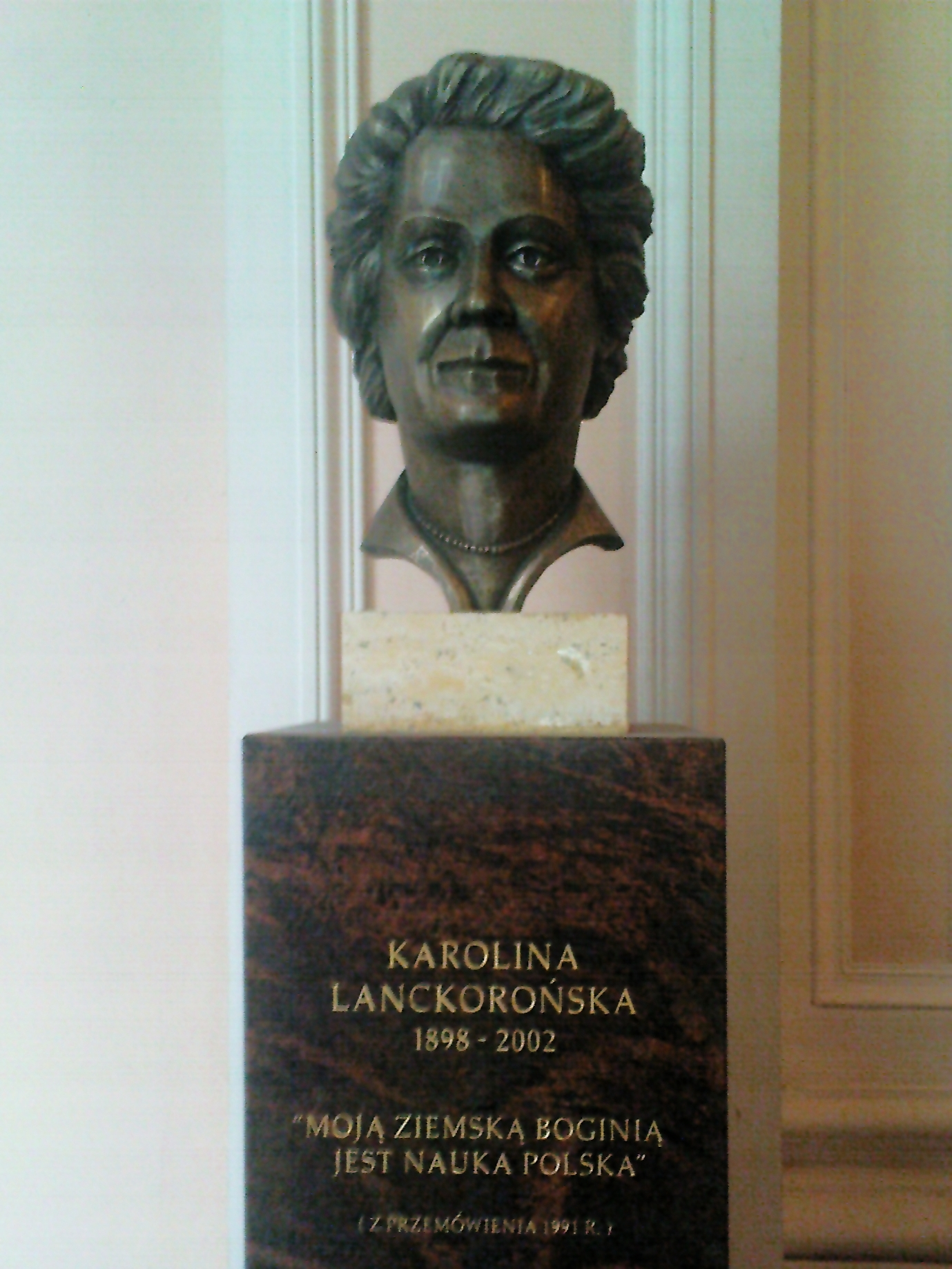
Büste in der Polska Akademia Umiejętności in Krakau

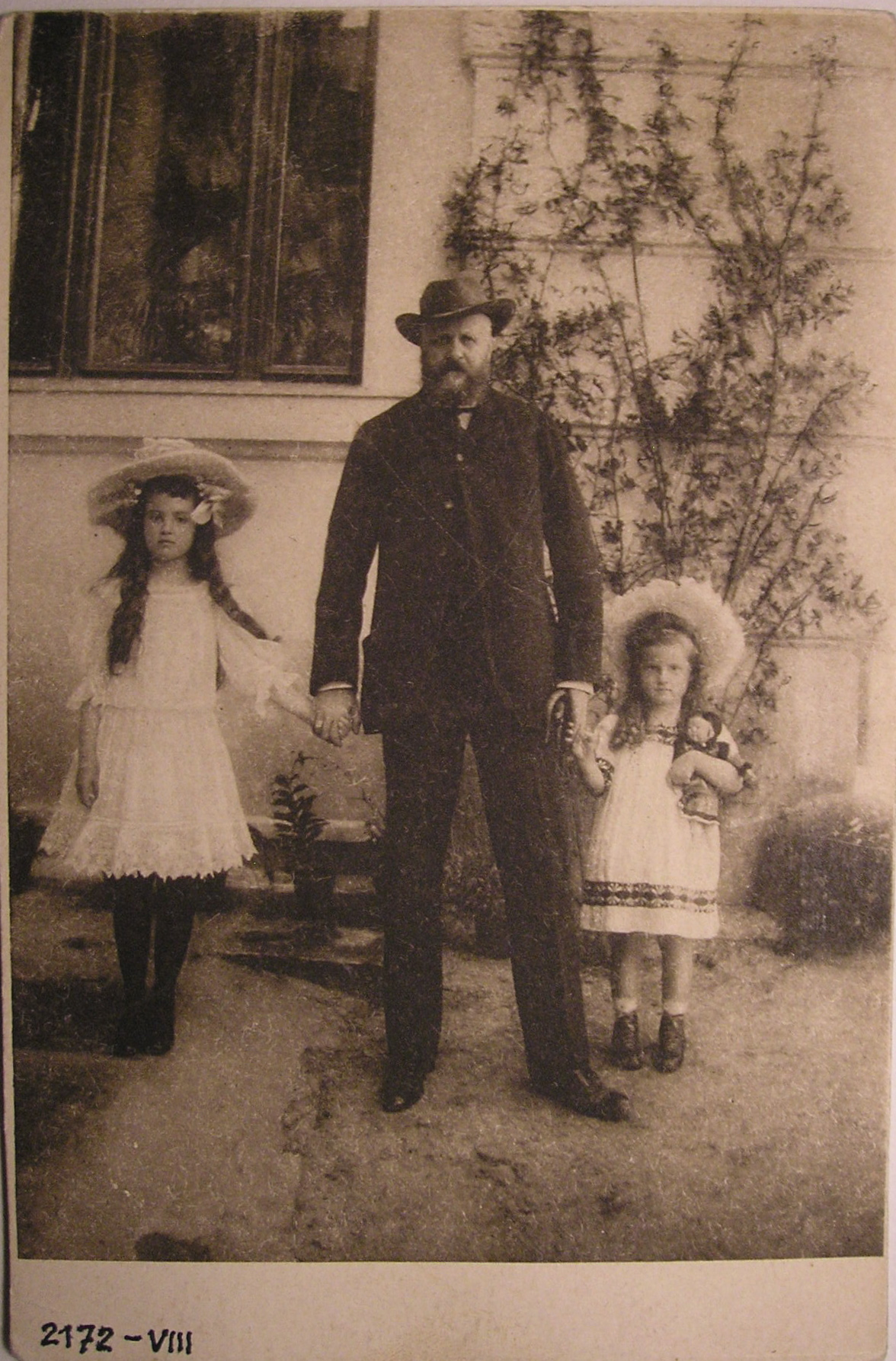
Karolina mit Vater und der dreijährigen Schwester Adelajda (ca. 1906)

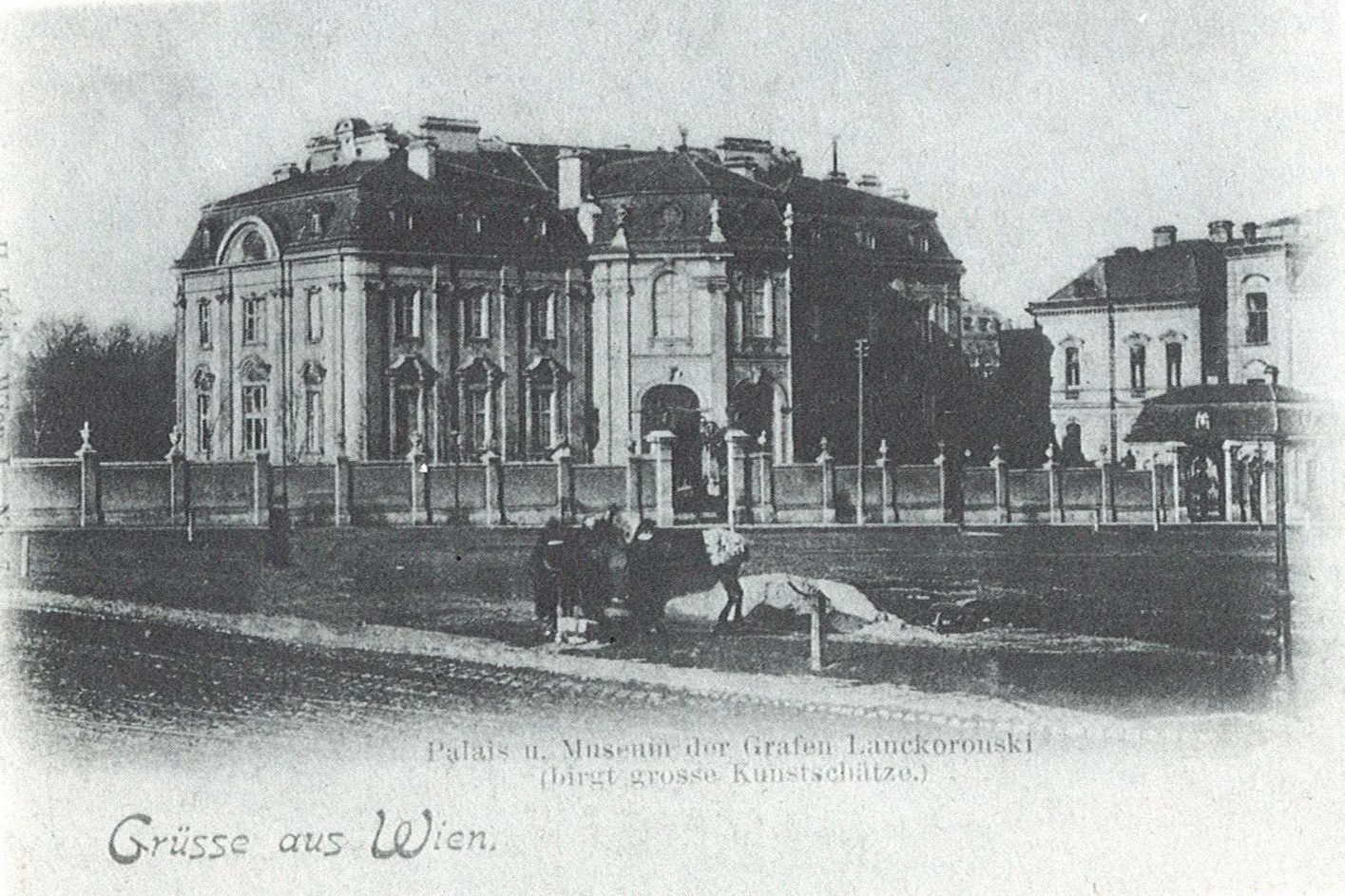
Das Elternhaus in Wien wurde 1894 erbaut: „Palais und Museum der Grafen Lanckoronski (birgt große Kunstschätze)“ (1896)

Karolina Maria Lanckorońska (geboren 11. August 1898 in Buchberg am Kamp, Österreich-Ungarn; gestorben 25. August 2002 in Rom) war eine polnische Kunsthistorikerin.

## Leben
Karolina Maria Adelajda Franciszka Ksawera Małgorzata Edina Gräfin Lanckorońska war das zweite Kind des polnischen Magnaten im k.u.k. Österreich-Ungarn Karl Graf von Brzezie-Lanckoronski und der preußischen Gräfin Margarethe von Lichnowsky. Sie hatte eine jüngere Schwester Adelheid (1903–1980), ihr Bruder Anton (1883–1965) stammte aus erster Ehe des Vaters. Der Bruder ihrer Mutter Karl Max Fürst von Lichnowsky war zwischen 1912 und 1914 deutscher Botschafter in London.
Lanckorońska wuchs in Wien im Palais Lanckoroński auf und besuchte das Schottengymnasium. Mit Gründung der Polnischen Republik wurde sie 1918 polnische Staatsbürgerin.
Sie wurde zu einer nationalbewussten Polin Sienkiewiczscher Prägung, die auch in der vierzig Jahre später geschriebenen und achtzig Jahre später veröffentlichten Autobiografie keine Abstriche von ihrer Distanzierung zu den ukrainischen, russischen und deutschen Nachbarstaaten und -völkern machte. In der Sicht der Gräfin war die polnische Geschichte durch jahrhundertelange Konflikte mit den Nachbarstaaten und Nachbarvölkern geprägt. Das Nachkriegspolen der 1920er Jahre lag im Dauerstreit mit der Weimarer Republik und führte einen kurzen Krieg gegen die neu gegründete Sowjetunion. Die Herausbildung einer polnischen Identität, die an den inneren sozialen Gegensätzen zu scheitern drohte, wurde auf Konflikte nach außen verlagert. Mit dem Hitler-Stalin-Pakt wurde Polen 1939 erneut geteilt, Ostpolen wurde erneut sowjetisch und blieb dies auch nach 1945.
Sie studierte von 1917 bis 1921 in Wien Kunstgeschichte und promovierte 1926 über Michelangelo Buonarroti. An der Johann-Kasimir-Universität (Uniwersytet Jana Kazimierza) im zu Polen gehörenden Lemberg (Lwów) habilitierte sie sich 1935 mit einer Arbeit über das Maldekor in der Kirche Il Gesù und war damit Polens erste habilitierte Kunsthistorikerin. Sie erhielt eine Stelle als Assistenzprofessorin an der Universität Lemberg. Ihr wissenschaftliches Interesse für die italienische Kunst der Renaissance und des Barock korrelierte mit einer engen religiösen Bindung an die römisch-katholische Kirche. Die Familie Lanckoroński hatte ihren Stammsitz auf einer Latifundie in Galizien, die seit Kriegsende 1918 der Bruder Anton bewirtschaftete.
Nach dem Überfall auf Polen konfiszierten die Deutschen in Wien am 17. Oktober 1939 das Palais und die darin enthaltene Sammlung. Da Anton Lanckoroński polnischer Staatsbürger war, beriefen sich die Deutschen auf die zu diesem Zweck erlassene Polenvermögensverordnung.

### Verfolgungen
Nach der sowjetischen Besetzung Lembergs durch die Rote Armee am 19. September 1939 konnte Lanckorońska sich nur noch kurze Zeit an der nun ukrainisch gewordenen Universität halten. Um der Deportation durch das NKWD zu entgehen, ging sie mit gefälschten Papieren am 3. Mai bei Przemyśl über die Grenze ins Generalgouvernement. Sie hatte sich bereits im Januar in Lemberg der polnischen Untergrundarmee „Związek Walki Zbrojnej“ (ZWZ) angeschlossen und traf nun in Krakau auf den Vertreter der Polnische Heimatarmee (Armia Krajowa – AK) Tadeusz Komorowski. Zunächst war sie in der Rotkreuz-Organisation bei der polnischen Kriegsgefangenenfürsorge in Krakau tätig. Mit einer Vollmacht der Regierung des Generalgouvernements ausgestattet wurde sie Beauftragte des Hauptfürsorgerats (RGO) für eine bessere Versorgung der Gefängnisinsassen. In dieser Funktion gelangte sie Anfang 1942 ins nun von den Deutschen eroberte ostgalizische Stanisławów. Der dortige Gestapo-Chef Hans Krüger ließ sie einsperren – und brüstete sich während eines Verhörs, er sei für die Ermordung ihrer 23 Lemberger Universitätskollegen im Sommer 1941 verantwortlich. Durch Intervention aus Kreisen der italienischen Königsfamilie und der Mussolini-Regierung entging Lanckorońska der drohenden Ermordung durch die SS und kam ins Gefängnis nach Lemberg. Ende 1942 zur weiteren Vernehmung nach Berlin verlegt glaubte sie in einem SS-internen Disziplinarverfahren als Zeugin gegen Krüger aussagen zu können, stattdessen kam sie als prominenter Häftling für die nächsten zwei Jahre in das Frauenkonzentrationslager Ravensbrück. Wieder durch diplomatische Intervention, diesmal durch Carl Jacob Burckhardt, Präsident des Internationalen Komitees vom Roten Kreuz (IKRK), gelangte sie noch im April 1945 mit einem Kastzner-Transport in die Schweiz.

### NS-Prozesse
Da nach ihrer Kenntnis nicht der nach Argentinien entkommene SS-Untersturmführer Walter Kutschmann für die Ermordung der Lemberger Professoren verantwortlich war, versuchte sie in dem Prozess gegen Hans Krüger 1968 gehört zu werden und reiste nach Deutschland. Krüger wurde wegen anderer Morde zu einer lebenslangen Zuchthausstrafe verurteilt, in der Gerichtsverhandlung hatte J. G. Burg einen unrühmlichen Auftritt.
Die Morde an den Professoren ließen sich nach Ansicht der deutschen Staatsanwaltschaft nicht mehr aufklären, so der Beschluss 1965 der Staatsanwaltschaft Hamburg: der Leitende Oberstaatsanwalt von Below erklärte, er habe „das Verfahren abgestellt“, denn die „für die Erschießung der Lemberger Professoren verantwortlichen deutschen Täter sind, wie mit Sicherheit feststeht, nicht am Leben“.

### Polnische Emigration
Für fünfundvierzig Jahre war sie eine nationalpolnische Emigrantin und lebte zunächst in Freiburg in der Schweiz und dann in Rom. Durch die kommunistische Machtergreifung in Polen war ihr als Aristokratin und ehemaliger Großgrundbesitzerin die Rückkehr verwehrt, als polnische Exilantin merkte sie an: „Wie glücklich war doch das Polen des 19. Jahrhunderts, in dessen Namen keiner das Recht hatte, die Unwahrheit zu sagen, und dessen Exilierte für die gesamte zivilisierte Welt ein Symbol des Kampfes um die Freiheit des Menschen waren!“
Sie konnte wissenschaftlich arbeiten und publizieren. 1967 gründete sie die Fondation Lanckoronski mit Sitz in Freiburg im Üechtland. Sie war Mitbegründerin des Polnischen-Historischen Instituts in Rom und dessen Direktorin von 1976 bis 1993. Nach dem Tod ihres Bruders Anton im Jahr 1965 hat sie die Kunstsammlung ihres Vaters übernommen: Von dieser wurde ein Teil im Jahr 1950 bei einem Brandunglück im Palast Hohenems der befreundeten Familie Waldburg-Zeil zerstört, andere Teile wurden von ihrem Bruder veräußert und weitere ließen sich erst nach mühsamen Restitutionsprozessen mit dem österreichischen Staat wieder in die Sammlung eingliedern. Nach der politischen Wende in Polen vermachte Karolina Lanckorońska die Kunstsammlung der Gemäldegalerie im Warschauer Königsschloss und den großen polnischen Bibliotheken. 82 Werke der Lanckorońska-Sammlung gingen an die Kunstsammlung im Wawel in Krakau, darunter Bartolo di Fredi, Heiliger Augustin, Simone Martini, Engel, Sano di Pietro, Madonna sowie von Dosso Dossi, Jupiter, Merkur und Virtus. Letzteres Bild war nach dem Krieg von Anton Lanckorońska an das Kunsthistorische Museum „zwangsverschenkt“ worden und wurde im Jahr 2000 restituiert.
Als Nationalpolin empfand sie „die tiefste Dankbarkeit gegenüber dem Schöpfer für meine Zugehörigkeit zu einem Volk, das in diesem verzweifelten Kampf […] alle hohen Güter der Menschheit verteidigte“.

## Ehrungen
Für ihre Tätigkeit wurde sie vom Italienischen Staat, den Organisationen der Exilpolen und nach der Wende in Polen vom Polnischen Staat vielfach geehrt. Die Universität Breslau verlieh ihr einen Doktor h. c.

## Schriften (Auswahl)
- Mut ist angeboren. Erinnerungen an den Krieg 1939 – 1945. Aus dem Polnischen von Karin Wolff. Böhlau-Verlag, Wien 2003, ISBN 3-205-77086-2 (zuerst polnisch 2001).

die englische Ausgabe hat ein Vorwort von Norman Davies, Einleitung von Lech Kalinowski und Elžbieta Orman.
- Studies on the Roman-Slavonic rite in Poland (= Orientalia Christiana analecta 161). Pont. Institutum Orientalium Studiorum, Rom 1961.
- Documenta ex Archivo Regiomontano ad Poloniam spectantia. Rom : Institutum Historicum Polonicum, 1973–<1991>, Elementa ad fontium editiones, v. 30, etc. (Latein)
- Dekoracja kościoła „Il Gesù“ na tle rozwoju baroku w Rzymie. (Die Ausschmückung der „Il Gesù“-Kirche angesichts der Entwicklung des Barocks in Rom). Lemberg : Nakł. Towarzystwa Naukowego we Lwowie, 1935